# 반남박씨대종중 묘역
반남박씨 대종중 묘역(潘南朴氏 大宗中 墓域)은 인천광역시 서구 대곡동에 있는 조선시대의 묘역이다. 2010년 4월 27일 인천광역시의 기념물 제59호로 지정되었다.

## 개요
반남박씨 대종중 묘역은 반남박씨 8세부터 14세까지의 열 분이 계신 선영이다. 그들은 사직공 병문(秉文), 상주공 임종(林宗), 교리공 억년(億年), 정랑공 조년(兆年), 유사공 집(緝), 도정공 응인(應寅), 사마공 동기(東紀), 호군공 동위(東緯), 좌참찬 동선(東善)과 그 아들 정(炡)이다. 정께서는 인조반정때 정사공신으로 금주군(錦洲君)의 훈호를 받았다. 본 묘역의 문화재, 서포공 박동선의 신도비문은 논산의 명현 명재(明齋) 윤증(尹拯)이 1707년에 짓고 글씨는 이렴(李濂)이 썼으며, 금주군 박정의 신도비문은 백헌(白軒) 이경석(李景奭)이 1712년에 짓고 글씨는 박필기(朴弼基)가 썼다.
반남박씨는 고려 고종때 나주 반남현의 호장 박응주를 시조로하여, 조선초 좌의정 평도공(平度公) 박은(朴?)을 비롯하여 인종비 인성왕후, 선조비 의인왕후, 순조의 모친 현목유비와 의빈(부마) 5분 재상 7분 문과급제 202분, 사마시합격자460분과 동국명현 명신 5분, 문묘(성균관) 배향위 박세채(朴世采), 실학의 선구자 박세당(朴世堂), 열하일기의 연암 박지원, 개화사상의 선각자 환재 박규수, 첫 주미 공사인 총리대신 박정양, 태극기를 처음 사용한 금릉도위 박영효와 독립운동가 박찬익 박영준 부자 등이 계신 명문이다.

## 참고 문헌
- 반남박씨 대종중 묘역 - 국가유산청 국가유산포털